# Ксур
Ксур або Ксурський хребет (араб. جبال القصور, фр. Monts des Ksour або Djebel Ksour) — гірський хребет в Алжирі. Хребет є найзахіднішою частиною гірської системи Сахарського Атласу. Східніше його починається хребет Амур.

## Топоніміка
Назва гірського хребту походить від численних сільських укріплених поселень (ксар, у множині ксур), зазвичай розташованих на вершинах пагорбів.

## Географія
Ксур починається в провінції Фігіг, у східному регіоні Марокко. біля алжирського кордону. Далі Ксур тягнеться на схід територією Алжиру, територіями вілаєтів Бешар, Наама та Ель-Баяд. Найвищою точкою хребту є гора Джебель-Айса (جبل عيسى).

## Культурна спадщина

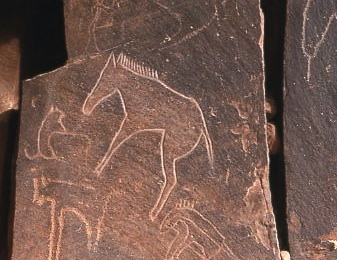
Неолітичні наскельні малюнки поблизу Айн-Сефри

На стінах скель і печер можна знайти численні зразки наскельних малюнків, що зображують коней, слонів та іншу фауну.

## Природна спадщина
Навколо найвищої гори Ксуру розташований національний парк Джебель-Айса, заснований 2003 року.